# Nomada opacella
Nomada opacella là một loài Hymenoptera trong họ Apidae. Loài này được Timberlake mô tả khoa học năm 1954.